# Ács Rózsi
Ács Rózsi (Stern) (Budapest, Józsefváros, 1908. augusztus 22. – Budapest, 1990. november 28.) magyar színésznő.

## Életpályája
Stern Lipmann (1879–1966) betűszedő és Bernstein Fanni (1879–1950) leányaként született. Az Országos Színészegyesület színészképző iskolájában végzett, ahol Csehov színmű volt a vizsgadarabja. Sikeres vizsgája után Déryné naplója díszkötésben és 500 pengő volt a jutalma. Színinövendék korában már Csortos Gyulával, Törzs Jenővel és más neves pályatársakkal léphetett fel. Színészi pályáját 1927-ben kezdte. 1930-tól Szegeden, 1932-től Pécsen 1934-től Debrecenben volt szerződésben. Később Kassán, Pozsonyban, Rozsnyón, Ungváron, Beregszászon játszott. 1940–1944-ben az OMIKE színpadán szerepelt. Erről az időszakról írta Sós Zsuzsanna 1971-ben: 

„Ott is sok darabban vett részt, s a legnagyobb tisztelettel a minden idők nagy jellemkomikusainak Salamon Béla társulatára emlékezik: Rajna Alice, Gárdonyi Lajos, Komlós Vilmos, Herczeg Jenő, Ormos Béla, akikkel együtt lépett fel. Ezt a kis társulatot egy gazdag csokoládégyáros támogatni akarta, fellépésre invitálta az elnyomott kiváló színészeket. Kérése az volt: legalább egy nem zsidó színész legyen közöttük a vegyes, erősen nyilas beállítottságú közönség miatt. Salamon Béla itt is feltalálta magát, Ács Rózsit küldte először színpadra nagy kereszttel, bársonyszalaggal a nyakán, s így lezajlott simán az előadás.
Azt hiszem, Ács Rózsinak ez volt élete egyik legnehezebb szerepe!”

1945-től a Magyar Néphadsereg Színháza, 1949-től a Bányász Színház, 1951-től a Honvéd Színház foglalkoztatta. 1952-től az Állami Faluszínház, illetve az Állami Déryné Színház alapító tagja volt. Ettől a társulattól ment nyugdíjba 1970-ben. Amikor színésztársaival az Állami Déryné Színház kék autóbuszára ült, tankönyveket is csomagolt. Az utazós évek alatt megtanult németül, franciául és angolul. Az így szerzett nyelvtudásával német koprodukciós filmben is dolgozhatott, a Germinalban az egyik bányászasszonyt személyesítette meg. 1967-ben mondta:

„Úgy megszoktam ezt a különleges életformát, ezt a jövést-menést, hogy ha hetekig nem ülök a buszra, már hiányzik. Ez az én otthonom, ez a színház, és a kollégák, a családom… Olyan megértést, nagyfokú emberséget tanúsítottak a színháznál irántam, nem hiszem, hogy bárhol másutt megkaptam volna ezt…”

A Tavaszi zápor című film egyik paraszti szerepére kerestek színésznőt, és fényképe alapján őt választották ki, így került kapcsolatba a filmezéssel. 23 filmben játszott, több népszerű tudományos kisfilmben is.
A Kozma utcai izraelita temetőben nyugszik (17A-29-11).
Sógora Szegő István író, költő, műfordító volt.

## Fontosabb színpadi szerepei
- Eugène Scribe: Egy pohár víz... Lady Wilson
- Federico García Lorca: Bernarda Alba háza... Maria Jozefa
- Hans Sachs: Paradicsomjáró diák... Janka
- Alekszandr Nyikolajevics Osztrovszkij: Karrier (A négylábú is botlik)... Első ingyenélő vénasszony
- Nyikolaj Alekszejevics Nyekraszov: Őszi este... Tatjána
- Mark Twain: Tom úrfi kalandjai... Harperné
- Mark Twain: Koldus és királyfi... Árusnő
- Charles Dickens: Twist Oliver... Sally
- J. B. Priestley: Váratlan vendég... Edna
- Kandrat Krapiva: Dalolnak a pacsirták... Avdotya mama
- Alekszej Dmitrijevics Szimukov: Hurrá, lányok!... Maroza
- Tyo-En-Csur: Drága barát... Nagyanyó
- Tudor Musatescu: Titanic keringő... Szobalány
- Fazekas Mihály – Móricz Zsigmond: Ludas Matyi... Asszony
- Jókai Mór: A kőszívű ember fiai... Plankenhorst Antoinette
- Mikszáth Kálmán – Bondy Endre: Tavasz rügyek... Mladenecné
- Mikszáth Kálmán – Bondy Endre: A nagyerejű Mácsik... Borbála
- Gárdonyi Géza: Egri csillagok... Török anya
- Molnár Ferenc: Liliom... Hollunderné
- Molnár Ferenc: A Pál utcai fiúk... Szomszédasszony
- Móricz Zsigmond: Pillangó... Panka néni
- Csergő Hugó: Őszi szonáta... Lénártné
- Lakner Artúr: Édes mostoha... Ibolya kisasszony; Igazgatónő
- Lakner Artúr: A kis csavargó... Berta néni
- Felkai Ferenc: A király bolondja... Szőke Zsuzsa, füvesasszony
- Fehér Klára: Nem vagyunk angyalok... Petényiné, szomszédasszony
- Gyárfás Miklós – Örkény István: Zichy palota... Özv. Horváthné
- Tabi László: Különleges világnap... Annus
- Egri Viktor: Virágzik a hárs... Horváth Gáspárné
- Forgách István: Vándormadarak... Asszony kutyával
- Kacsóh Pongrác: János vitéz... A mostoha
- Berté Henrik: Három a kislány... Wéberné

## Filmek, tv
- Tavaszi zápor (1932)
- Ludas Matyi (1949)
- Díszmagyar (1949)
- A mi földünk (1959)
- Dúvad (1961)
- Megöltek egy leányt (1961)
- Házasságból elégséges (1961)
- Fotó Háber (1963)
- Fedőneve: Lukács (1977)